# Nova Andradina (microregio)
Nova Andradina is een van de elf microregio's van de Braziliaanse deelstaat Mato Grosso do Sul. Zij ligt in de mesoregio Leste de Mato Grosso do Sul en grenst aan de microregio's Cassilândia, Dourados, Iguatemi, Três Lagoas, Paranavaí (PR) en Presidente Prudente (SP). De microregio heeft een oppervlakte van ca. 13.457 km². In 2009 werd het inwoneraantal geschat op 88.259.
Vijf gemeenten behoren tot deze microregio:
- Anaurilândia
- Bataguassu
- Batayporã
- Nova Andradina
- Taquarussu

Mesoregio's: Centro-Norte de Mato Grosso do Sul · Leste de Mato Grosso do Sul · Pantanal Sul Mato-Grossense · Sudoeste de Mato Grosso do Sul

Microregio's: Alto Taquari · Aquidauana · Baixo Pantanal · Bodoquena · Campo Grande · Cassilândia · Dourados · Iguatemi · Nova Andradina · Paranaíba · Três Lagoas